# Ніколаєвка (Благовіщенський район, Алтайський край)
Нікола́євка (рос. Николаевка) — село у складі Благовіщенського району Алтайського краю, Росія. Адміністративний центр Ніколаєвської сільської ради.

## Населення
Населення — 711 осіб (2010; 872 у 2002).
Національний склад (станом на 2002 рік):
- росіяни — 68 %
- німці — 26 %